# 劳特布伦嫩—米伦登山铁路
劳特布伦嫩—米伦登山铁路（德語：Bergbahn Lauterbrunnen-Mürren, BLM），又称米伦铁路（德語：Mürrenbahn），是瑞士伯尔尼州劳特布伦嫩市的一条索道、铁路混合交通线路，连接该市的劳特布伦嫩村和米伦村，全长约5.7公里，由一条长1.43公里的架空索道（劳特布伦嫩站至格吕查尔普站，Grütschalp）和一段长4.17公里的窄軌铁路（格吕查尔普站至米伦站）组成，共设有四个车站。
劳特布伦嫩—米伦登山铁路于1891年建成开通，劳特布伦嫩站至格吕查尔普站原先由一段地面缆车连接。2006年，地面缆车拆除并由新建的架空索道取代。目前，该线路为交通相对不便的米伦村提供了重要的客运和货运连接，并在劳特布伦嫩站与伯恩高地鐵路（BOB）和文根阿尔卑斯铁路（WAB）相衔接。

## 历史

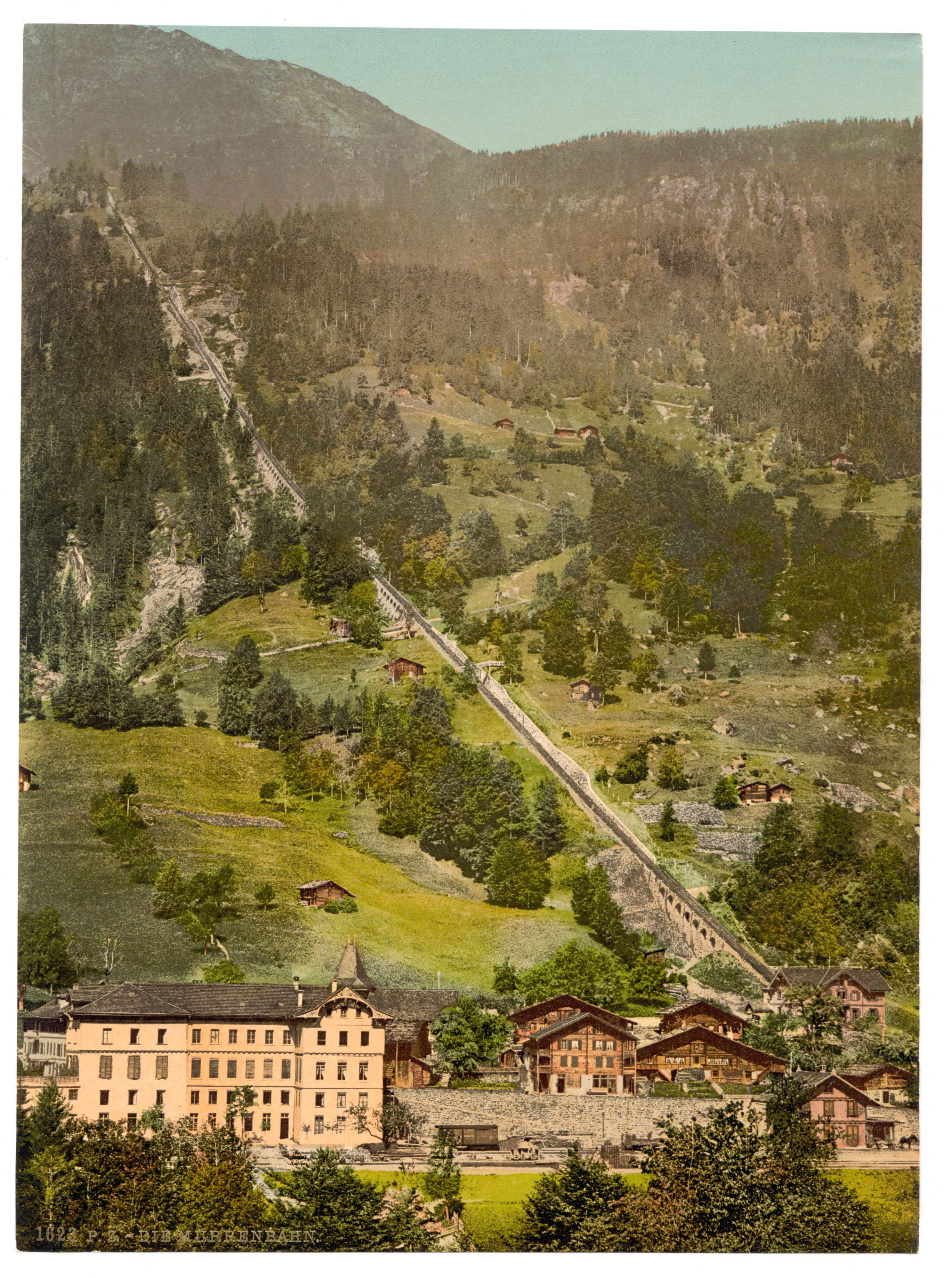
地面缆车远景，摄于1890年至1900年之间，照片经光致变色上色

### 19世纪至20世纪
1887年，瑞士聯邦政府批准了劳特布伦嫩—米伦登山铁路的建设和运营特许权。1891年整条线路建成，由于试驾时一辆列车在铁路上脫軌，开通仪式由1891年6月延期至8月14日。1902年，劳特布伦嫩至格吕查尔普的地面缆车由水力转换为电力:46。早期，Ge 2/2 1-3号机车在窄轨铁路上运营。1913年，新采购的两辆CFe 2/4 11和12号轨道车替代先前的列车在窄轨铁路上投入运营，1925年后又新增了CFe 2/4 13号列车。
起初该线路仅在夏季开放，随着当地冬季旅游业的发展，其于1910年开始在冬季正常运营。到1913年，第一季度和12月的乘客量占全年约40%:65-66。1914年第一次世界大战爆发后，线路的客运量大幅减少，地面缆车的年收入较1913年下降了近90%。1937年，劳特布伦嫩—米伦登山铁路运送乘客143,100人次，是两次世界大战期间人数最多的一年:160。
1950年左右，地面缆车进行了现代化改造。1965年，米伦新火车站建成并开始使用。1967年，三辆新采购的BDe 4/4 21-23号轨道车替代CFe 2/4列车在窄轨铁路上投入运营，而CFe 2/4 11号列车有时也会在旅游高峰期使用。1994年，格吕查尔普的货物装卸设施重建并投入运行。

### 21世纪
由于地面缆车所在的区域存在山体滑坡隐患，危及线路运营，少女峰铁路公司于2005年决定使用架空索道替换缆车。2006年4月，缆车开始拆除，新建造的架空索道于2006年12月16日正式开通运营。随着客运和货运量的增长，为补充现有车队，公司于2010年购买并改造了一辆名为“Lisi”的BDe 4/4轨道车，并定为31号列车。
2019年9月，少女峰铁路公司向施泰德鐵路公司订购了三辆现代化轨道车以用于劳特布伦嫩—米伦登山铁路。窄轨铁路自2020年起进行了耗资约6,300万瑞士法郎的全面翻新，包括重新铺设长9,600米的铁轨，翻修和扩建格吕查尔普站、温特雷根和米伦三个车站。2024年8月9日，翻新的窄轨铁路建成开通。2024年11月9日，三辆新列车都已投入使用，和BDe 4/4列车在铁路上混合运行。新列车最大速度由先前的30km/h提高至50km/h，还有着更舒适的内部环境。所有新列车和车站设施都进行了无障碍改造以符合残疾人法规。

2024年，劳特布伦嫩—米伦登山铁路运送乘客507,200人次，是自建成以来人数最多的一年。

1902年绘画中的窄轨铁路和Ge 2/2列车
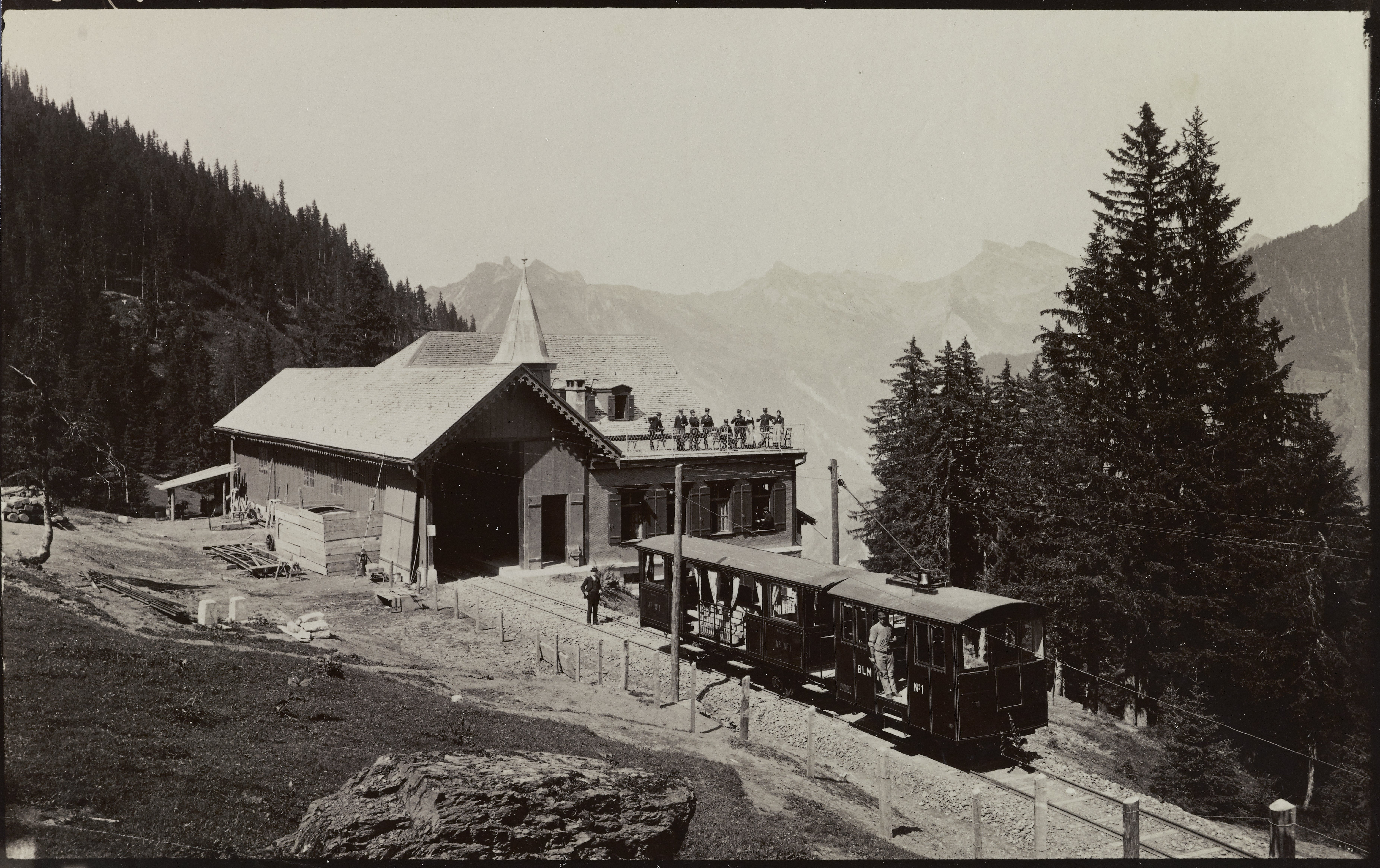
从格吕查尔普站驶出的Ge 2/2列车，摄于1891年至1900年间
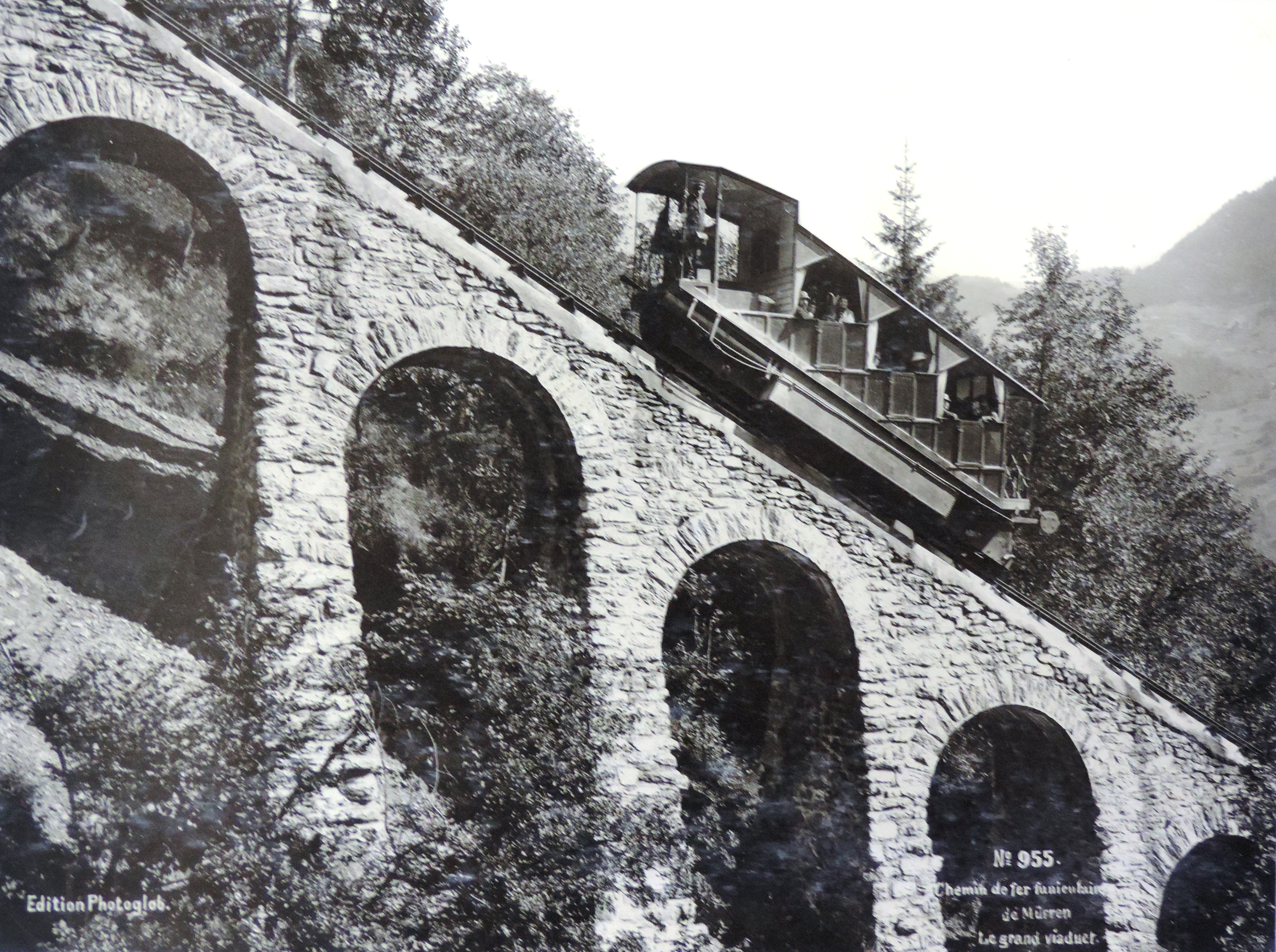
1891年至1893年间的地面缆车
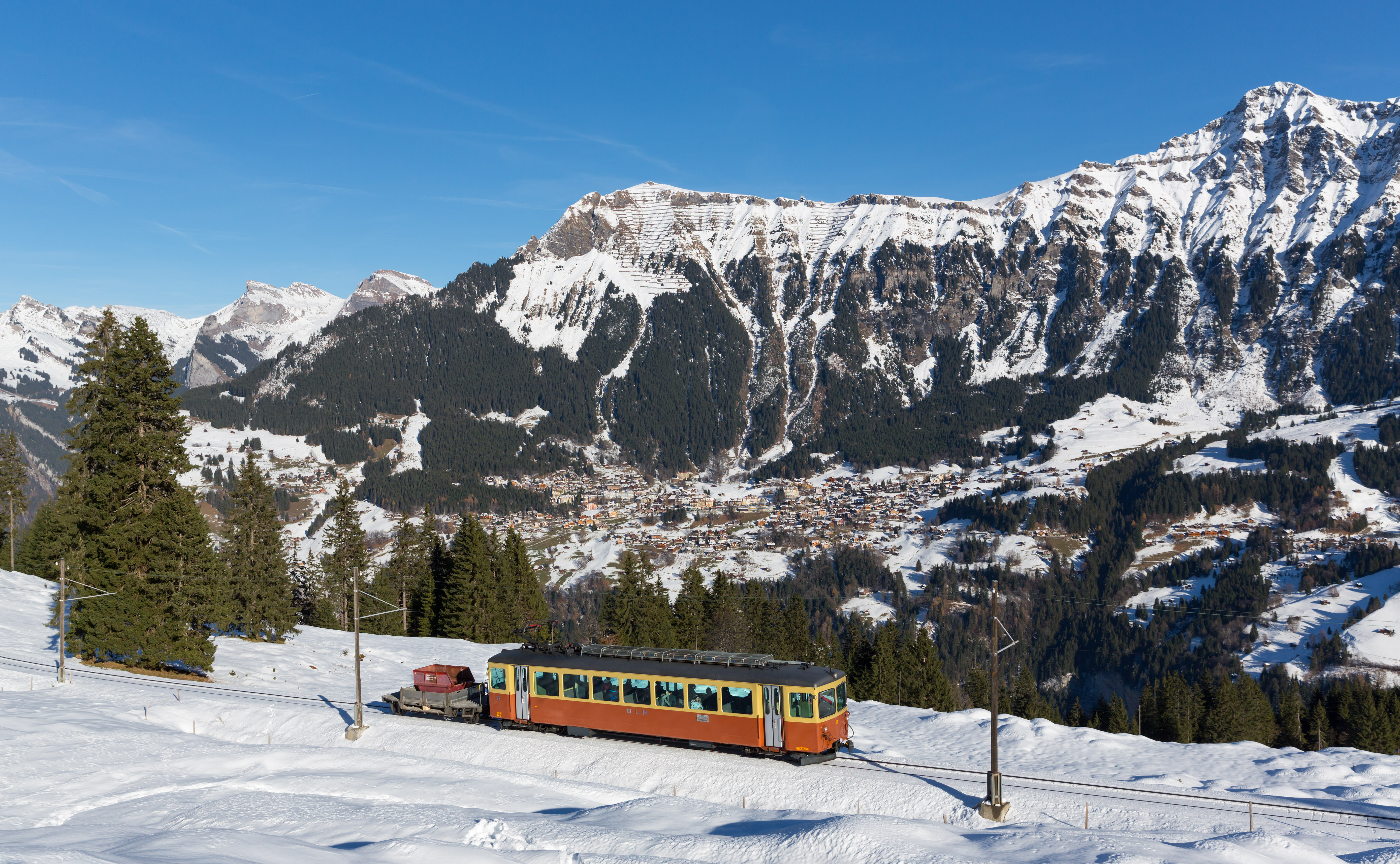
窄轨铁路上行驶的BDe 4/4 22号列车，摄于2013年

## 线路概况

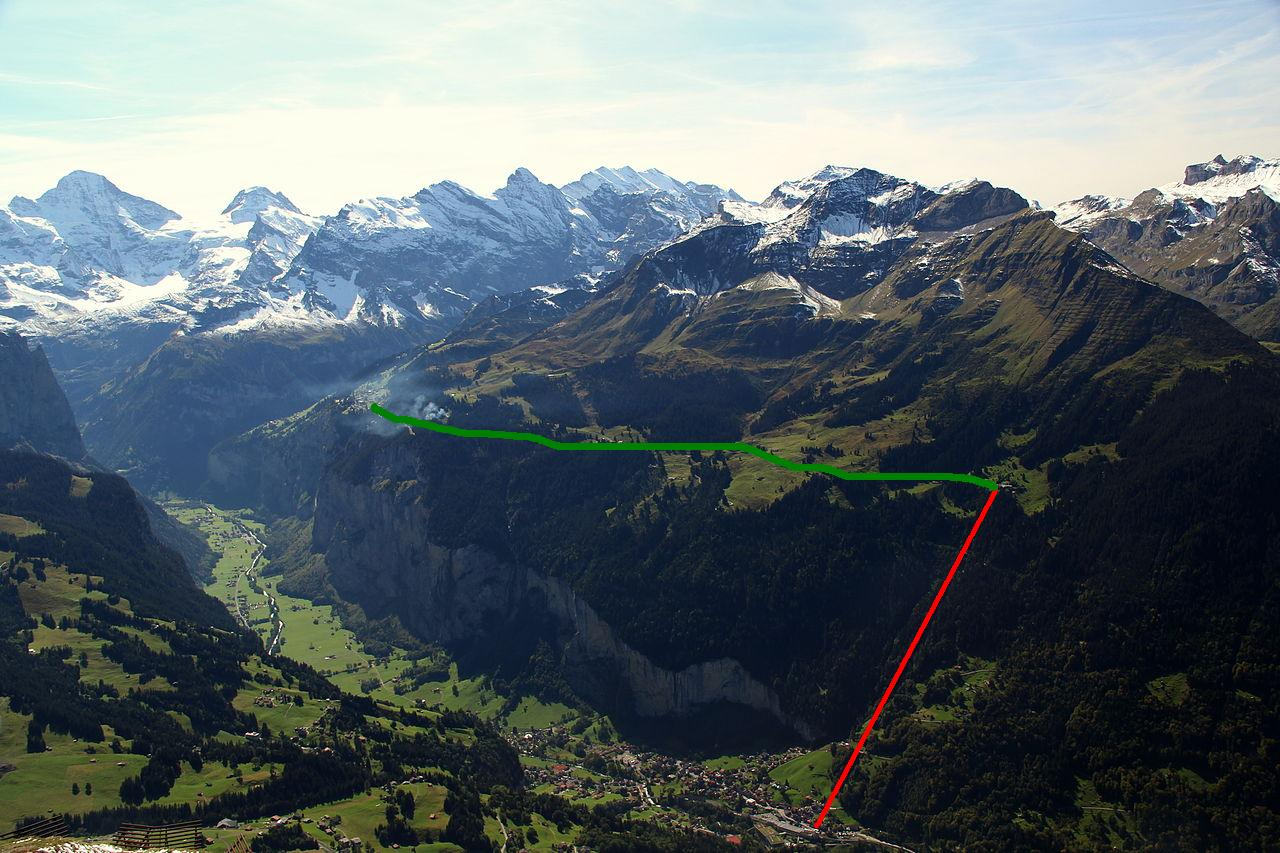
劳特布伦嫩—米伦登山铁路线路示意（红色为架空索道段，绿色为窄轨铁路段）

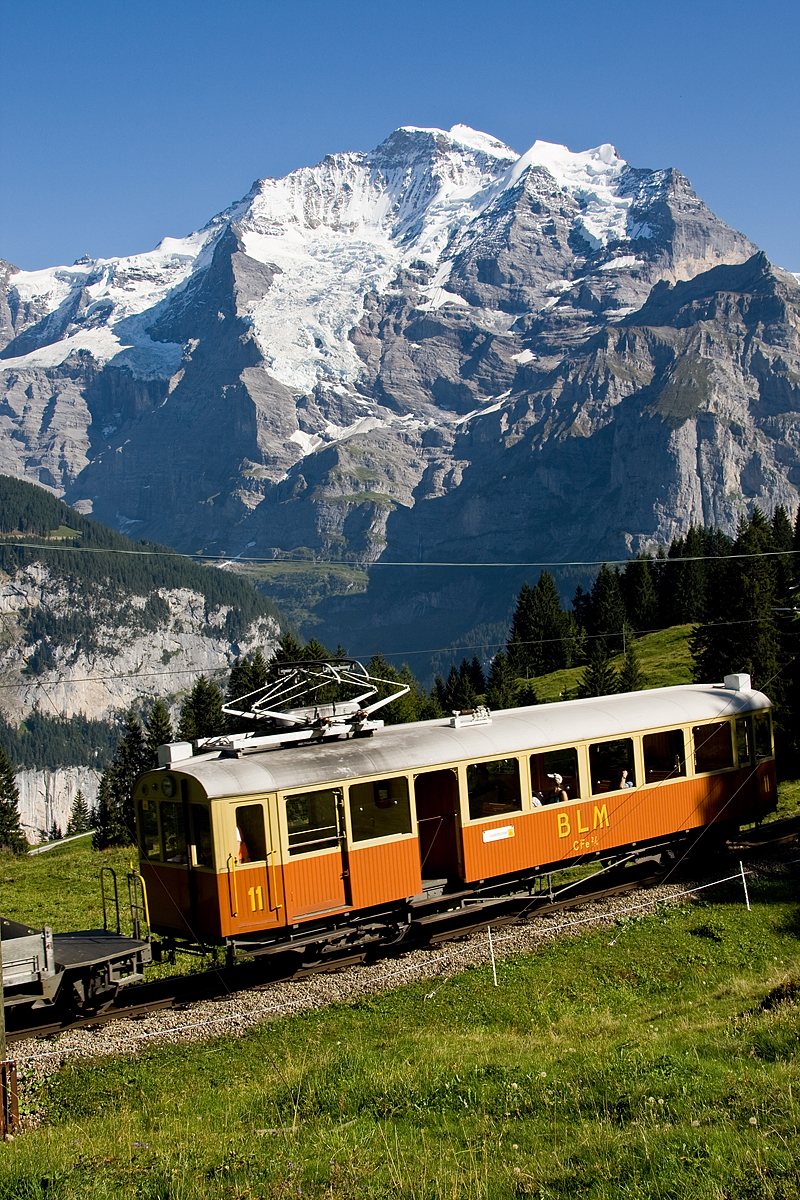
窄轨铁路上行驶的CFe 2/4 11号列车，远处是少女峰

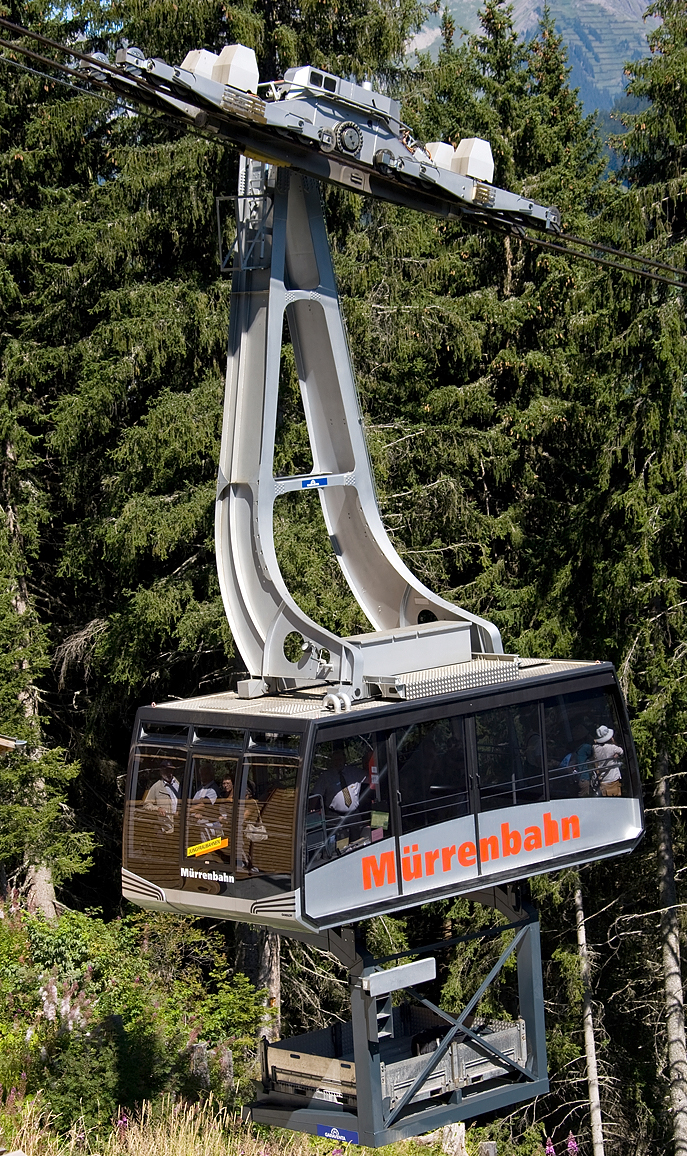
架空索道上的车厢

线路从劳特布伦嫩站至格吕查尔普站为一条长1.43公里的单轨架空索道，海拔差685米，平均坡度54.56%，单程行驶时间约为4分钟。索道配备有一个车厢，车厢上方为可容纳100人的客舱，下方悬挂有行李架，最多可负载6吨货物。
格吕查尔普站至米伦站为一条长4.17公里的电气化窄軌铁路，轨距为1,000毫米，最大坡度为5%。铁路位于劳特布伦嫩山谷上方，设有温特雷格站一个中间停靠站，单程行驶时间约为12分钟。

## 车辆
截至2024年3月8日，该线路的窄轨铁路部分使用以下自行式客运车辆，此外还有四辆由客车牵引的平板货车和一些工作车辆。 
| 图像 | 序号  | 型号                   | 首次运行年份 | 翻新年份 | 制造商       | 备注                                         |
| ---- | ----- | ---------------------- | ------------ | -------- | ------------ | -------------------------------------------- |
|      | 11    | BDe 2/4（也作CFe 2/4） | 1913         | 1938     | SIG MFO      | 现偶尔用于特殊服务。                         |
|      | 21-23 | BDe 4/4                | 1967         | 1997/98  | SIG BBC SAAS |                                              |
|      | 31    | BDe 4/4                | 1966         | 2010     | BBC MFO      | 曾为asm铁路公司的车辆，2010年翻新后用于BLM。 |

## 外部連結
- [劳特布伦嫩—米伦登山铁路官方网站].   [2025-01-19]. （原始内容存档于2024-05-20） （瑞士高地德语）.